# Arquidiócesis de Antequera
La arquidiócesis de Antequera o de Oaxaca (en latín: Archidioecesis Antequerensis) es una circunscripción eclesiástica de la Iglesia católica en México. Se trata de una arquidiócesis latina, sede metropolitana de la provincia eclesiástica de Antequera. Desde el 10 de febrero de 2018 su arzobispo es Pedro Vázquez Villalobos.desde el 21 de junio de 2024 su obispo auxiliar es Luis Alfonso Tut Tún

## Territorio y organización

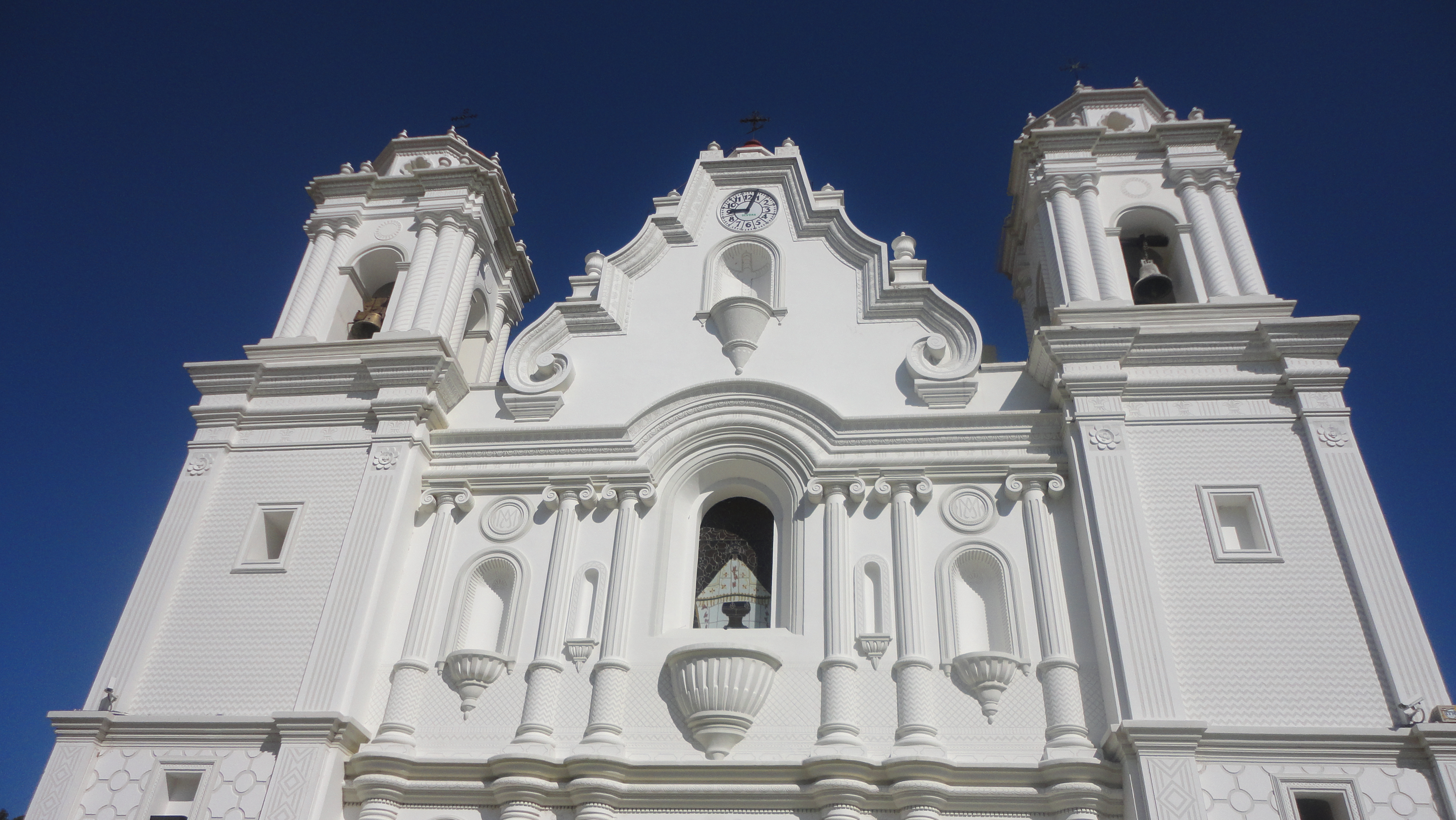
Santuario de Nuestra Señora de Juquila

La arquidiócesis tiene 34 000 km² y extiende su jurisdicción sobre los fieles católicos de rito latino residentes en 326 municipios del estado de Oaxaca. La arquidiócesis es miembro de la Conferencia Episcopal Mexicana y pertenece a la zona pastoral del Pacífico-Sur.

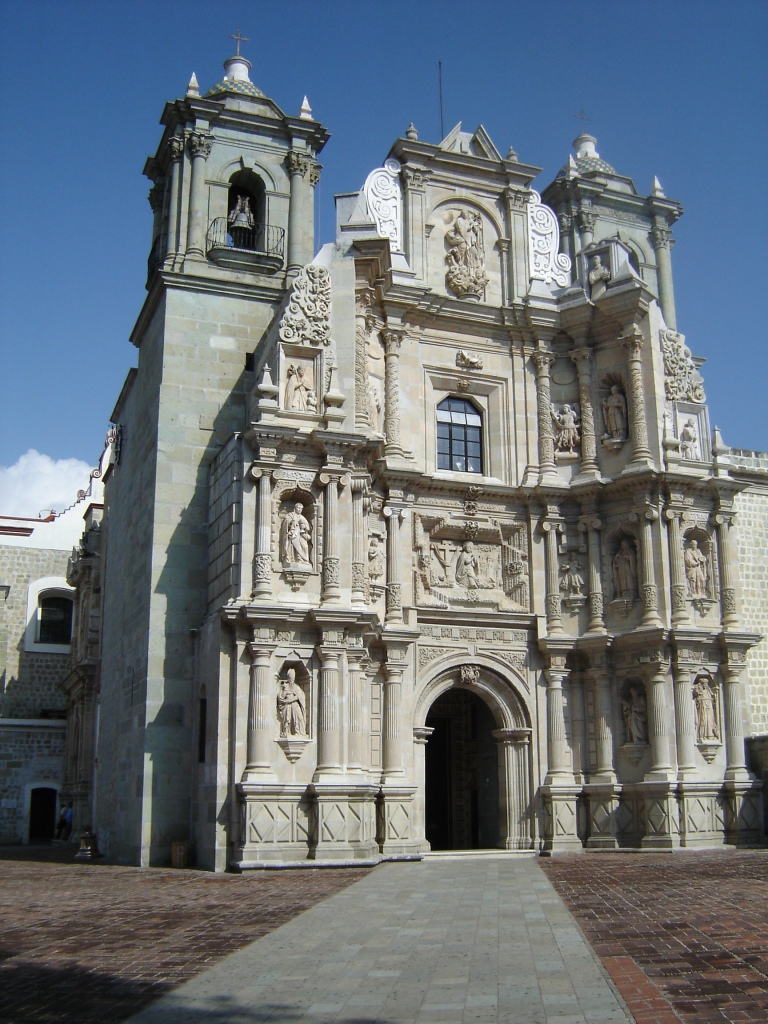
Basílica de Nuestra Señora de la Soledad, en Oaxaca de Juárez

La sede de la arquidiócesis se encuentra en la ciudad de Oaxaca de Juárez (hasta 1821 llamada Antequera), en donde se halla la Catedral de Nuestra Señora de la Asunción y la basílica menor de Nuestra Señora de la Soledad.
La arquidiócesis tiene como sufragáneas a las diócesis de: Puerto Escondido, Tehuantepec y Tuxtepec, y a las prelaturas territoriales de: Huautla y Mixes.
En 2020 en la arquidiócesis existían 123 parroquias.

## Historia
La diócesis de Antequera fue erigida el 21 de junio de 1535 con la bula Illud in primis del papa Paulo III, obteniendo su territorio de la entonces diócesis de Tlaxcala. Originalmente era sufragánea de la archidiócesis de Sevilla.
Fue la tercera diócesis erigida en territorio mexicano, después de la Carolense, erigida en 1519, y la diócesis de México, erigida en 1530.
El 19 de marzo de 1539 cedió una parte de su territorio para la erección de la entonces diócesis de Chiapas, mediante la bula Inter multiplices del papa Paulo III.
El 12 de febrero de 1546 pasó a formar parte de la provincia eclesiástica de la arquidiócesis de México.
A finales del siglo XVI el obispo Bartolomé de Ledesma fundó un colegio para clérigos pobres, que contribuyó a la formación del clero diocesano durante varias décadas. Un verdadero seminario fue fundado aproximadamente un siglo después por el obispo Tomás de Monterroso e inaugurado el 12 de abril de 1673.
El 19 de marzo de 1863 cedió una parte de su territorio para la erección de la entonces diócesis de Veracruz-Xalapa, mediante la bula Quod olim del papa Gregorio XVI.
El 23 de junio de 1891 cedió otra porción de su territorio para la erección de la diócesis de Tehuantepec y al mismo tiempo fue elevada al rango de arquidiócesis metropolitana, bajo la bula Illud in primis del papa León XIII. El 17 de febrero de 1897 cedió otra porción de territorio a la diócesis de Tehuantepec mediante el decreto Sanctissimo Domino.
Nuevas porciones de territorio cedió el:
- 25 de abril de 1902 para la erección de la entonces diócesis de Mixtecas, mediante la bula Apostolica Sedes del papa León XIII;[8]
- 13 de enero de 1962 para la erección de la diócesis de Tehuacán mediante la bula Quem ad modum del papa Juan XXIII;[9]
- 8 de octubre de 1972 para la erección de la prelatura territorial de Huautla mediante la bula Ad bonum animorum del papa Pablo VI;[10]
- 8 de enero de 1979 para la erección de la diócesis de Tuxtepec mediante la bula Nuper sacer del papa Juan Pablo II;[11]
- 8 de noviembre de 2003 para la erección de la diócesis de Puerto Escondido mediante la bula A Deo datum del papa Juan Pablo II.[12]

## Estadísticas
Según el Anuario Pontificio 2021 la arquidiócesis tenía a fines de 2020 un total de 1 504 739 fieles bautizados.
| Año                                                                             | Población | Población | Población      | Sacerdotes | Sacerdotes | Sacerdotes | Católicos por sacerdote | Diáconos permanentes | Religiosos | Religiosos | Parroquias y cuasiparroquias |
| Año                                                                             | Católicos | Total     | % de católicos | Total      | Diocesanos | Regulares  | Católicos por sacerdote | Diáconos permanentes | Masculinos | Femeninos  | Parroquias y cuasiparroquias |
| ------------------------------------------------------------------------------- | --------- | --------- | -------------- | ---------- | ---------- | ---------- | ----------------------- | -------------------- | ---------- | ---------- | ---------------------------- |
| 1950                                                                            | 890 000   | 900 000   | 98.9           | 136        | 125        | 11         | 6544                    |                      | 15         | 120        | 133                          |
| 1959                                                                            | 976 000   | 991 440   | 98.4           | 168        | 156        | 12         | 5809                    |                      | 12         | 139        | 133                          |
| 1966                                                                            | 1 210 000 | 1 230 000 | 98.4           | 158        | 141        | 17         | 7658                    |                      | 17         | 194        | 112                          |
| 1970                                                                            | 1 300 000 | 1 325 000 | 98.1           | 160        | 142        | 18         | 8125                    |                      | 20         | 120        | 119                          |
| 1976                                                                            | 1 543 140 | 1 593 140 | 96.9           | 157        | 130        | 27         | 9828                    |                      | 31         | 235        | 130                          |
| 1980                                                                            | 1 492 000 | 1 520 000 | 98.2           | 162        | 136        | 26         | 9209                    | 4                    | 29         | 235        | 112                          |
| 1998                                                                            | 1 768 721 | 1 944 517 | 91.0           | 180        | 139        | 41         | 9826                    | 18                   | 52         | 290        | 130                          |
| 1999                                                                            | 1 900 730 | 2 120 000 | 89.7           | 186        | 147        | 39         | 10 218                  | 19                   | 52         | 290        | 130                          |
| 2002                                                                            | 1 365 439 | 2 127 160 | 64.2           | 191        | 152        | 39         | 7148                    | 21                   | 59         | 290        | 141                          |
| 2003                                                                            | 942 439   | 1 657 160 | 56.9           | 165        | 126        | 39         | 5711                    | 21                   | 59         | 263        | 113                          |
| 2004                                                                            | 942 439   | 1 657 160 | 56.9           | 165        | 126        | 39         | 5711                    | 21                   | 59         | 268        | 113                          |
| 2006                                                                            | 1 132 000 | 1 415 000 | 80.0           | 179        | 137        | 42         | 6324                    | 26                   | 61         | 226        | 111                          |
| 2012                                                                            | 1 246 000 | 1 489 000 | 83.7           | 181        | 148        | 33         | 6883                    | 23                   | 35         | 229        | 122                          |
| 2015                                                                            | 1 462 598 | 1 747 061 | 83.7           | 185        | 148        | 37         | 7905                    | 20                   | 41         | 205        | 122                          |
| 2018                                                                            | 1 488 982 | 1 778 576 | 83.7           | 184        | 151        | 33         | 8092                    | 20                   | 37         | 205        | 123                          |
| 2020                                                                            | 1 504 739 | 1 797 398 | 83.7           | 196        | 150        | 46         | 7677                    | 20                   | 48         | 268        | 123                          |
| Fuente: Catholic-Hierarchy, que a su vez toma los datos del Anuario Pontificio. |           |           |                |            |            |            |                         |                      |            |            |                              |

Se efectúan aproximadamente 24 550 bautismos al año, así como 5240 matrimonios.

## Episcopologio
Últimos cinco titulares:
- Ernesto Corripio y Ahumada † (25 de julio de 1967-11 de marzo de 1976 nombrado arzobispo de Puebla de los Ángeles)
- Bartolomé Carrasco Briseño † (11 de junio de 1976-4 de octubre de 1993 retirado)
- Héctor González Martínez (4 de octubre de 1993 por sucesión-11 de febrero de 2003 nombrado arzobispo de Durango)
- José Luis Chávez Botello (8 de noviembre de 2003-10 de febrero de 2018 retirado)
- Pedro Vázquez Villalobos, desde el 10 de febrero de 2018